# Carlos Quiroga
José Carlos Quiroga Díaz (Escairón, O Saviñao; 9 de mayo de 1961) es un escritor y lingüista gallego, hermano gemelo del también escritor Xabier Quiroga.

## Trayectoria
Doctor en Filología Gallego-portuguesa, fue becario de investigación de la Fundación Calouste Gulbenkian (1991-1992), del actual Instituto Camões (1992-1993), y de la Universittà Italiana per Stranieri (1983). Antes de trabajar en la Universidad de Santiago de Compostela, donde es profesor de literaturas lusófonas, fue el primer docente de portugués en una Escuela Oficial de Idiomas de Galicia.
Fundó y dirigió la revista O Mono da Tinta, de 1987 a 1991. Durante varios años fue director de la revista de ciencias sociales y humanidades Agália. Fue uno de los fundadores del proyecto editorial Letras de Cal. El Diário de Notícias portugués incluyó su libro Inxalá en una colección de clásicos literarios universales.
Además de profesor en la USC, es miembro de la dirección de la Asociación de Escritores en Lengua Gallega y también de la Associaçom Galega da Língua.

## Obras
- G.O.N.G. -mais de vinte poemas globais e um prefácio esperançado (1999). Fundaçom Artábria.
- A Espera Crepuscular (2002). Quasi Edições/Laiovento.
- O Regresso a Arder (2005). Quasi Edições/AGAL.

### Narrativa
- Periferias (1999). Laiovento. ganador del Premio Carvalho Calero de narrativa.
- Inxalá (2006). Premio Carvalho Calero de narrativa.
- Venezianas (2007). Quasi Edições.
- Império do Ar. Cavalgadas de Daniel em Ilha Brasil (2014). Confraria do Vento.
- Peixe Babel (2016). Urco.

### Ensayo
- A imagem de Portugal na Galiza (2016). Através.
- Raízes de Pessoa na Galiza (2018). Através.[4]

### Teatro
- Il Castello nello Stagno di Antela - O Castelo da Lagoa de Antela (2004).[5]

### Obras colectivas
- XVIII Festival da Poesia do Condado (S. C. D. Condado, 2004).
- O Crânio de Castelao (Através, 2013).
- Desassossego (Mombak, 2014).
- O Dia da Toalha na Galiza (Através, 2014).

## Premios
- Premio Mostra de Teatro Infantil de Ferrolterra en el 1988, por O Castelo da Lagoa.
- Premio Carvalho Calero de narrativa en el 1998, por Periferias.
- Premio Carvalho Calero de narrativa en el 2005, por Inxalá.